# 希臘禮天主教盧戈日教區
希臘禮天主教盧戈日教區（拉丁語：Dioecesis Lugosiensis）是羅馬尼亞一個東儀天主教教區，受弗格拉什暨阿爾巴尤利亞大總教區管轄。
教區於1853年11月25日成立，位於羅馬尼亞西部；2009年時有102,600名教友、113個堂區、109名司鐸、四名修士和兩名修女。現任教區主教為亞歷山大·梅西安，輔理主教為克林·若望·博特。